# La Sra. Tomasa
La Sra. Tomasa es un grupo español que fusiona géneros latinos, electrónicos y urbanos. Afincado en Barcelona, nació en 2012. Está integrado por siete componentes y en sus ocho años de trayectoria, la banda ha publicado tres discos y ha participado en múltiples festivales, tanto nacionales como internacionales.

## Historia
La Sra. Tomasa nace en Barcelona en el año 2012 de un grupo de artistas habituales de la escena mestiza barcelonesa.
El antecedente más directo del grupo se sitúa en “Puro Vicio”, un proyecto musical de fusión ska, rock y reggae del que formaban parte Santiago Longarón, Marc Soto y Pau Lobo. Todos ellos, miembros actuales del grupo. La disolución de “Puro Vicio” llevaría a los tres músicos a buscar otras alternativas, que se materializarían en el primer disco de La Sra. Tomasa, “Corazón, bombo y son”, para el que contaron con el asesoramiento de Gerard Casajús, percusionista de La Kinky Beat y Radio Bemba. Desde 2012 hasta 2014, año de publicación del disco, el grupo no pisó ningún escenario. Su actividad se centró, exclusivamente, en la búsqueda de un sonido que definiera el nuevo proyecto. Durante el proceso, también se unirían a la banda Pablo Domínguez, Jordi Sanz y Gerard Williams. El último músico en adherirse a la formación sería Alberto Limiñana, justo antes de iniciar la primera gira del grupo.
El origen del nombre del grupo se encuentra en su primer éxito, de título homónimo. De esta forma, la señora Tomasa se erige como un personaje ficticio que representa la fusión de los siete músicos que componen la banda. La idea original procede del coro de la canción cubana “La Negra Tomasa”, muy tocada por el grupo en sus primeros ensayos.

## Etapas musicales

### Corazón, bombo y son
Con su primer disco, La Sra. Tomasa realizó distintas giras, con una duración total de tres años, que les llevaron a recorrer la península y parte de Europa, con Londres como punto de partida. Entre los escenarios que pisó la formación en ese periodo de tiempo se encuentran los del Arenald Sound, el Viña Rock o el WOMAD en el ámbito nacional, y los de los festivales holandeses Lowlands o Eurosonic en el internacional.

### Nuestra clave
Desde 2015 hasta 2017, la banda compaginó los escenarios con la composición y grabación de su segundo álbum de estudio: Nuestra clave. Un trabajo estructurado en diez canciones que contaría con Genis Trani en la coproducción y Rapsusklei, Kabaka Pyramid, Niño Maldito y Gloria Boateng en las colaboraciones artísticas. Nuestra Clave llevaría a la banda barcelonesa a recorrer, nuevamente, gran parte de la geografía española. En la primera gira del disco, el grupo ofrecería más de 200 conciertos y pisaría ocho países distintos.

### Live Sessions
Tras la edición de Nuestra Clave, la Sra. Tomasa empezó a generar versiones alternativas de algunas canciones del disco, las cuales fueron registradas (sonido e imagen) en vivo y contaron con nuevas colaboraciones. Al final, se produjeron nueve temas que fueron compendiados bajo el epígrafe Live Sessions. Durante dos años consecutivos, 2018 y 2019, la banda ofreció diversos conciertos en directo con todos ellos y con los nuevos colaboradores. Entre ellos, Adala, Sr. Wilson, Desiree Diouf, Ahyvin Bruno o músicos de Txarango, Doctor Prats y Búhos. El espectáculo, ofrecido exclusivamente en Barcelona, se desarrollaba en un escenario sin elevación y con los laterales abiertos, de forma que el público rodeara al grupo.

### Alegre pero peligroso
En febrero de 2020, la banda barcelonesa publicó su último álbum de estudio: Alegre pero peligroso. Un trabajo que incluye nueve canciones y dos interludios y que cuenta con las colaboraciones del rapero canario Bejo, la belga Coely y el ghanés Stonebwoy.

## Componentes
- Pau Lobo (voz)
- Santiago Longaron (saxo y voz)
- Marc Soto (batería)
- Alberto Limiñana (bajo)
- Jordi Sanz (guitarra)
- Pablo Domínguez (percusión)
- Kquimi Saigi (teclado)
- Gerard Williams (teclado, excomponente)[3][9]

## Estilo musical
La Sra. Tomasa funciona como una big band que combina multitud de géneros latinos con música electrónica.
De esta forma, el estilo de la Sra. Tomasa queda definido por la fusión de cadencias latinas, afrocubanas, boogaloo, salsa, timba, guaguancó o cha-cha-cha con bases electrónicas, procedentes del drum and bass, el dubstep o el house. Así mismo, en su último trabajo, Alegre pero peligroso, el grupo introduce sonidos más urbanos, otorgándole un gran protagonismo al trap latino.  

### Influencias
Buena parte de las bandas que influyen a La Sra. Tomasa pertenecen a la escena mestiza francesa. Entre ellas, destacan Deluxe, Caravan Palace, Sargento García o P18. Esta última fue una de las principales referencias en el momento de la creación del grupo, que pretendía conseguir una sonoridad similar a la que ya ofrecía el grupo franco-cubano a finales de los años 90.
Dentro del territorio nacional, destacan La Kinky Beat u Ojos de Brujo, que marcaría la adolescencia de buena parte del grupo. De forma específica, la banda ha bebido, en cuanto a sonidos latinos, de grupos como Havana D'Primera, Calle Real o Spanish Harlem Orchestra y de artistas como Alfredo Linares, Celia Cruz, Rubén Blades, Pete Rodríguez o Ismael Rivera. En el apartado electrónico, de productores como Diplo, Tennyson, Rudimental o Netsky.  

## Discografía
- Corazón, bombo y son (2014)
- Nuestra clave (2017)
- Alegre pero peligroso (2020)[5][8][14]